# Deathlike Silence (banda)
Deathlike Silence é uma banda de heavy metal e hard rock da Finlândia, fundada em 2003, com composições voltadas para letras sombrias e com temas como morte e "coveiros".

## Biografia
Em 2003, o guitarrista Mr Catafalque começa a formar uma banda, para desenhar suas ideias musicais a partir de um romance gótico clássico. A banda recebe então o nome de Deathlike Silence. Na primavera de 2006, após algumas mudanças nos integrantes, a ex-tecladista do Lordi, Erna, e um novo baixista se juntam à banda, tornando a banda completa. Em fevereiro de 2007 Vigor Mortis, álbum de estreia da banda, vê a escuridão da noite, e a viagem ao túmulo em prática uma consciência maior do público começa.
E em 28 de janeiro de 2009 a banda lança Saturday Night Evil, da mesma qualidade do anterior, com a mesma sonoridade e com o poderoso e inconfundível vocal da Contralto Ms Maya.
Deathlike Silence formou uma imagem de coveiro, que cheira a morte, através do uso de adereços adequados, costumes, e até um carro funerário para o transporte de instrumentos. A música da banda tem sido chamada de metal coveiro. Não se deve, contudo, ser levado a acreditar, que o Deathlike Silence é muito sério com sua música, já que existem alguns elementos humorísticos para eles também.

## Influências
Numa entrevista dada Mr Cerberus, declarou entre outros Frank Zappa, Genesis, Devin Townsend, Meshuggah e Masi Hukari (Alavala).

## Membros[2]
- Ms Maya – vocal
- Mr Catafalque – guitarra
- Mr Cerberuss – guitarra
- Mr Lethargy – teclado
- Mr Gehenna – bateria
- Mr Ward – baixo

## Discografia
Álbuns de estúdio
- Vigor Mortis (2007)
- Saturday Night Evil (2009)